# Eugenia monticola
Eugenia monticola är en myrtenväxtart som först beskrevs av Olof Swartz, och fick sitt nu gällande namn av Dc.. Eugenia monticola ingår i släktet Eugenia och familjen myrtenväxter. Inga underarter finns listade i Catalogue of Life.